# Герб Чистопольского района (Татарстан)
Герб Чистопольского муниципального района Республики Татарстан Российской Федерации — опознавательно-правовой знак, служащий официальным символом муниципального образования.
Герб утверждён Решением № 13/3 Совета Чистопольского муниципального района 24 января 2007 года.
Герб внесён в Государственный геральдический регистр Российской Федерации под регистрационном номером 2886 и в Государственный геральдический реестр Республики Татарстан под № 99.

## Описание герба
«В поле, пересечённом лазурью и зеленью — узкий серебряный пояс; поверх всего золотая, хлебная мера-четверик (подобная малому ведёрку с тремя обручами и с двумя ушками в виде колец), между верхним обручем и краем обременённая малым российским государственным орлом (времён Екатерины II) в теневом цвете».

## Символика герба

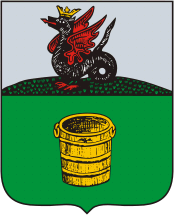
Герб Чистополя (1781 год)

Герб языком символов и аллегорий отражает природные, экономические и исторические особенности Чистопольского района.
За основу герба Чистопольского муниципального района взят исторический герб уездного города Чистополь Казанской губернии утверждённый 18 октября 1781 года, подлинное описание которого гласит:

«Въ верхней части щита гербъ Казанскій. Въ нижней — золотой, клейменый четверикъ въ зеленомъ полѣ, въ знакъ того, что въ семъ новомъ городе производится великій торгъ всякимъ хлѣбомъ».

Районный центр г. Чистополь получил своё наименование в 1781 году, когда Село Чистое Поле (Архангельская слобода) основанное в начале XVIII века, получило статус уездного города Казанского наместничества (с 1796 г. — губернии).
Центральная фигура герба района (хлебная мера для продажи зерна) символически отражает его историческое наследие, которое связано с общегосударственным значением Чистополя в хлебной торговле. Клеймо в виде двуглавого орла символизировало государственную важность поставок зерна, честность и неподкупность. Золото — символ урожая, богатства, стабильности, уважения и интеллекта.
Цветовая гамма герба символизирует уникальные природные богатства района, на территории которого расположен Государственный природный комплексный заказник «Чистые луга». Зелёная (свободная от фигур, «чистая») часть герба символически отражает название района — Чистопольский. Зелёный цвет — символ весны, здоровья, природы, плодородия.
Мелкие реки изображены серебряным поясом, этот цвет в геральдике символизирует ясность, открытость, примирение, невинность. Одно из главных природных достояний района — река Кама — отображена в гербе лазоревым цветом. Лазурь — символ возвышенных устремлений, чести, славы, преданности, бессмертия.

## История герба
Реконструкция исторического герба Чистополя для официального герба Чистопольского района произведена Геральдическим советом при Президенте Республики Татарстан совместно с Союзом геральдистов России в составе:
Рамиль Хайрутдинов (Казань), Радик Салихов (Казань), Ильнур Миннуллин (Казань), Константин Мочёнов (Химки), Оксана Афанасьева (Москва), Вячеслав Мишин (Химки).